# Incidente de laguna Chuquisaca
El llamado Incidente de laguna Chuquisaca o Pitiantuta (Chaco Boreal) consistió realmente en el ataque sorpresivo realizado por el ejército boliviano al fortín paraguayo Carlos Antonio López  (21 19’ 51” S; 59 44’ 10” W), ubicado sobre esa laguna, el 15 de junio de 1932. Un mes después el ejército paraguayo recuperó esa posición. Constituye uno de los motivos del inicio de la Guerra del Chaco (1932-1935) entre Bolivia y Paraguay.

## La laguna Pitiantuta
La laguna que los nativos Chamacocos/Tomaraxos de la región llamaban desde época inmemorial Pitiantuta, es un espejo de agua dulce ubicado en la zona central del Chaco Boreal.
Fue "descubierta" el 20 de marzo de 1931 por el explorador Juan Belaieff, al servicio del ejército paraguayo. En el mes de julio de aquel año se fundó en sus orillas, hacia el sureste, el fortín Carlos Antonio López. Fue uno de los secretos mejor guardados por el ejército paraguayo.

## Política de "penetración" en el Chaco del presidente Salamanca
En sus Memorias, el presidente boliviano Daniel Salamanca, manifestó: 

"Llanamente debo declarar que yo tenía el propósito de prestar especial atención a la cuestión del Gran Chaco. Hasta entonces, este magno interés boliviano, o había sido descuidado por los gobiernos anteriores o había merecido de los más previsores una atención accidental y secundaria. Iba en este asunto no solo la honra sino el supremo interés del porvenir de Bolivia, tanto para asegurar sus territorios del sudeste, constantemente usurpados, como para abrirse una salida al Río de la Plata". Daniel Salamanca en (Arce Quiroga, 1951, p. 43)

Aquejado económicamente por la Crisis Mundial, en agosto de 1931, el gobierno boliviano solicitó un préstamo a Simón Iturri Patiño, dueño de una gran fortuna originada en el estaño. La finalidad era dar un fuerte impulso a la penetración boliviana en el Chaco. Patiño facilitó la suma 25 000 libras esterlinas sin intereses.
El ejército boliviano puso en ejecución un plan de triple penetración en el Chaco. El primer grupo explorador, partiendo de Roboré en el norte,  fundó los fortines Ingavi, Aroma y Florida. El grupo explorador central, partiendo de Charagua, estableció los fortines ‘’27 de noviembre‘’ y Picuiba en la zona más desértica del Chaco.  El tercer grupo explorador partió del río Pilcomayo, en el sur, instalando los fortines Fernández, Loa, Bolívar y Camacho. Faltaba únicamente establecer contacto entre el fortín Camacho y las unidades de la Tercera División que se encontraban acantonadas en el fortín Baptista.
El Estado Mayor boliviano ordenó al comando de la 4.ª División, instalado en el fortín Muñoz, enlazar esos dos fortines . Esta tarea debía realizarse evitando provocaciones con los puestos paraguayos que pudieran encontrarse en esa dirección del avance.
En abril de 1932, esa misión fue encomendada al capitán Víctor Ustárez, considerado como el más hábil explorador del ejército boliviano, que recorrió con su grupo más de 200 km, en varios sentidos, sin poder establecer ese enlace. Como esa expedición no llegaba al fortín Baptista ni tampoco volvía al fortín Camacho, después de 20 días de espera, se envió un avión de reconocimiento para tratar de ubicarla desde el aire. El avión estaba piloteado por el mayor Jordán con el mayor Oscar Moscoso (2.º comandante del RC-5 ‘’Lanza‘’) como observador.

## El mayor Moscoso descubre la laguna
Según Moscoso, el informe que dirigió el 25 de abril al comandante de la 4.ª División  decía: 

"Después de una hora de vuelo, divisé a la derecha de nuestra ruta una mancha de agua. Diez minutos después volábamos sobre una enorme laguna que en parte tenía vegetación y donde había miles de aves acuáticas. Su superficie era de varios kilómetros. En la orilla este observamos huellas de ganado. Dentro del monte vimos construcciones de barro y paja y corrales cercados, dando todo el aspecto de un fortín". Informe mayor Moscoso en (Guachalla, 1978, p. 60)

Este informe, que menciona la presencia paraguaya en el borde de la laguna y que según Moscoso él lo envió ni bien terminó su vuelo de exploración, nunca fue encontrado y existe la sospecha de que, dado los problemas diplomáticos que se produjeron a posteriori, nunca existió y que Moscoso lo inventó para salvar fundamentalmente su responsabilidad en los hechos del mes de junio de 1932.
Una vez conocida la novedad, el 26 de abril, mediante comunicación cablegráfica, la jefatura del Estado Mayor instruyó al comando de la 4.ª División (a cargo del coronel Peña) lo siguiente: "....el objeto, impónese urgentísima ocupación Laguna Grande", nombre inicial dado por el ejército boliviano a la laguna para diferenciarla de otras más pequeñas existentes al suroeste. Salamanca aceptó esa misión advirtiendo a Osorio que se hiciese sin crear roces con los paraguayos. La 4.ª División envió dos patrullas hacia la laguna en los primeros días de mayo. Ni el capitán Ustárez ni el teniente Eduardo, responsables de cada una de ellas, lograron localizarla.
Estimulado por la propuesta del 6 de mayo de 1932 del secretario de estado de los Estados Unidos, Francis White, presidente de la Comisión de Neutrales, de que el pacto de no agresión que se estaba discutiendo entre Bolivia y el Paraguay tomaría como base de partida los territorios ocupados por las partes hasta el momento de su firma, el ejército boliviano aceleró su plan de localizar y ocupar la laguna.
Extrañamente, y pese a la protesta del coronel Enrique Peñaranda que quería dar la tercera misión al capitán Ustárez, fue un oficial de grado más alto, el mayor Moscoso, por decisión del Estado Mayor General, que tenía menos experiencia que aquel en el monte chaqueño, el que salió el 24 de mayo del fortín Camacho, con una fuerza de 25 soldados y 3 tenientes del RC-5 ’Lanza‘’ apoyados por guías aborígenes Chulupíes o Lenguas, en búsqueda de la laguna. 
El general boliviano Luis Sánchez Guzmán menciona un radiograma que el Estado Mayor General envió a Peñaranda al día siguiente de la partida de Moscoso y que él lo reenvió de inmediato a este: 

“Mayor Moscoso. Transcríbole siguiente de Esmayoral. Abra comillas. Negociaciones Washington encaminadas forma tal que neutrales exigirán determinación precisa últimas posiciones alcanzadas por partes. Por consiguiente, es necesario que mayor Moscoso ocupe Gran Lago hasta fin de mes. Firmado. Cnel. Salinas P.O. Esmayoral. Cierre comillas. Firmado Coronel Peñaranda". Radiograma EMG a Peñaranda en (Arce Quiroga, 1951, p. 255)

 y Sánchez Guzmán agrega: "El radiograma había sido elaborado por el teniente coronel Ángel Rodríguez, supuesto “cerebro gris” de la Sección Operaciones del Estado Mayor contento por las complicaciones que esto traería al gobierno de Salamanca y supuestamente solo al gobierno". Rodríguez manifestó en esa oportunidad, ante el coronel Salinas (firmante del documento), lo siguiente: 

“Esta vez no se escapa el carajo de Salamanca, ahora el choque es seguro, ya le podremos mostrar los puños a este testarudo imbécil, para que sepa lo que es una guerra”. Teniente coronel Ángel Rodríguez en (Sánchez Guzmán, 1998, p. 91)

Sánchez Guzmán menciona además que ese mismo oficial había intentado hacer algo parecido meses antes:

"... en diciembre de 1931, como consecuencia de otro incidente en Agua Rica, Rodríguez había ordenado a la 4.ª División, sin conocimiento de Osorio, que atacara un fortín paraguayo, radiograma que fue desautorizado por el propio Salamanca, menos mal que a tiempo. En esa oportunidad, Rodríguez se había manifestado así: “Que se friegue de una vez, para que este asno [Salamanca] sepa lo que es canela". Teniente coronel Ángel Rodríguez en (Sánchez Gúzman, 1998, p. 91)

El general Hans Kundt,  que los conocía a todos de muchos años atrás, los definió abiertamente ante el ministro de Guerra Joaquín Espada, diciendo que el general Filiberto Osorio era un "hipócrita" y que el teniente coronel Ángel Rodríguez era un "canalla".

## El mayor Moscoso ocupa el fortín Carlos Antonio López (15 de junio de 1932)
Después de una marcha forzada de veinte días a través de 170 km de espeso monte y poca agua, Moscoso llegó a su objetivo al anochecer del 14 de junio de 1932. Al amanecer del día siguiente, sus fuerzas se aproximaron con cautela a las casuchas que había divisado desde el avión a finales del mes de abril de 1932, en el lado sudeste de la laguna.  Las tropas paraguayas, un cabo y 5 soldados, al notar la presencia boliviana y los disparos que hacían en su avance, abandonaron el fortín. El ejército paraguayo denunció después la baja del cabo Liborio ( u Oliborio) Talavera como muerto, desaparecido o prisionero. Solo dos meses atrás el fortín paraguayo había contado con una dotación de 45 soldados del RC-2 ‘’Coronel Toledo‘’.
El coronel Peñaranda envió al general Filiberto Osorio, el siguiente telegrama: 

"Día 15 de junio mayor Moscoso ocupó Laguna Grande. A presencia de nuestras tropas, diez (sic) paraguayos huyeron. Comunicaciones encontradas indican ser fortín Carlos Antonio López. Envióse inmediatamente sección infantería de 30 hombres con dos ametralladoras livianas y una ametralladora pesada. Ordénase Regimiento ‘’Lanza‘’ viaje en camiones hasta fortín Camacho, con provisión de agua, de donde continuará a pie hasta Laguna Grande". Cifrado 507: Muñoz, 16/6/1932 hora 16:00 en (Ayala Moreira, 1959, p. 116)

Moscoso destruyó el fortín paraguayo y erigió una serie de fortificaciones a unos 600 metros al noroeste de esa posición a la que denominó fortín Mariscal Santa Cruz. Estableció dos retenes sobre picadas de acceso que se dirigen al noreste y sureste previendo la lógica reacción paraguaya. Comenzó además la construcción de una pista de aterrizaje de emergencia en el lado oeste de la laguna. A fines de junio sus fuerzas aumentaron a 7 oficiales, 143 soldados, 1 sección con 2 ametralladoras pesadas, 16 ametralladoras livianas, 1 sección sanitaria y 23 000 cartuchos.

## Operación del Estado Mayor boliviano para engañar a Salamanca
Cuando el presidente Daniel Salamanca, según sus propias palabras, se enteró de esta operación militar realizada por Moscoso, se sintió anonadado. "La noticia me llegó como un rayo inesperado". Sus terminantes instrucciones de evitar roces con los paraguayos en el Chaco habían sido desobedecidas y, para colmo, sin su autorización, se había ocupado un fortín paraguayo. Toda su política internacional de desmilitarizar el Chaco se vino abajo en un instante.  Con la claridad que le era habitual, el presidente Salamanca dijo premonitoriamente: 

"Por mi parte expuse dos razones fundamentales, a saber: 1) Que la ocupación de ese fortín paraguayo había de traernos la guerra según toda probabilidad, siendo inverosímil esperar que el Paraguay se resignase a la inacción y el silencio. 2) Que nuestra posición en la Laguna Grande había de ser débil, a causa de su alejamiento de nuestras bases y que todavía corríamos la vergüenza de ser desalojados". Daniel Salamanca en (Mercado Moreira, 1966, p. 97)

 Ordenó entonces al general Osorio iniciar una investigación y desocupar inmediatamente el fortín paraguayo.
Sin embargo, para el Estado Mayor la posesión de la laguna era indispensable por la abundancia de agua que tenía. Por esa razón Osorio, mediante telegrama enviado al comando de la 4.ª División, instruyó confusamente: 

"Caso comisión Moscoso hubiese ocupado edificaciones paraguayas urgente abandonarlas de inmediato, estableciéndose cautelosamente margen opuesta. En ningún caso conviene provocar encuentros ni ser agresores. Situación puede crear serias dificultades, perjudicando negociaciones Washington". Cifrado 770;La Paz, fecha 17/6/1932. Gral. Osorio a 4.ª División en (Barrero, 1979, p. 70)

Osorio, al mismo tiempo, envió otro telegrama al comando de la 4.ª División (provisoriamente a cargo del coronel Peñaranda) con el texto de una "representación" [petición] que este oficial debía firmar como propia y enviarla de vuelta al Estado Mayor. Este radiograma, (Cifrado 930: Muñoz, 19/6/1932, hora 22:30) que también desapareció de los archivos, decía: 

"Respetuosamente represento que abandonando Gran Lago nos veríamos privados de agua. Su orden posesionarse orilla oeste cumplióse, manifestando que edificios ligeros y recientes paraguayos distan apenas 600 metros situados orilla este. Ubicándonos sudoeste Laguna Grande, nos veríamos obligados retirarnos por carencia de agua; si queremos continuar avance hacia el norte es forzosa ocupación Laguna Grande". Cifrado Osorio a Peñaranda en (Osorio, 1973, p. 39)

 Sin embargo Peñaranda sabía, por el croquis que había recibido de Moscoso y dos vuelos de exploración posteriores, que el nuevo fortín boliviano se encontraba a escasos metros al noreste de la laguna y no sobre la margen occidental. El mismo Moscoso le había manifestado que, por razones topográficas, la ocupación del lago en su lado oeste lo alejaría del agua unos 3 km y que además ya había destruido el fortín paraguayo.
Aun así Peñaranda firmó la "representación" y años después de terminada la guerra del Chaco, interpelado públicamente por el historiador boliviano Querejazu Calvo, se justificó diciendo que había sufrido "una presión moral sofocante" de sus superiores. El Presidente Salamanca, que desconocía lo que estaba ocurriendo a su espalda, después de una acalorada reunión con Osorio, acabó por aceptar la falsa representación del comando de la 4.ª División que había sido redactada por el propio Osorio o Ängel Rodríguez del Estado Mayor. Sin saber donde estaba el nuevo fortín pensó que la ocupación boliviana del lado oeste de la laguna podía transformarse en un límite natural entre Bolivia y Paraguay. Al mayor Moscoso se lo mantuvo oficialmente desinformado de todas estas cuestiones.

## Primer sondeo paraguayo (29 de junio de 1932)
Mientras tanto, los soldados paraguayos que huyeron, tras una marcha de tres días, llegaron totalmente agotados hasta la punta del riel que nace en el puerto Casado siendo después interrogados por el propio teniente coronel Estigarribia. El gobierno paraguayo, al darse cuenta del tremendo error del gobierno boliviano que lo convertía en agresor, ocultó la noticia en su frente interno. Al desconocer lo que ocurría entre el presidente Salamanca y el Estado Mayor boliviano, el gobierno paraguayo no podía comprender los motivos de esta contradictoria acción militar boliviana que se daba en el transcurso de una negociación para firmar un tratado de no agresión en el Chaco. Tampoco era consistente con el plan puesto en marcha por Salamanca que, según la inteligencia paraguaya,  consistía en reducir los efectivos del ejército por problemas en la economía boliviana afectada por la crisis mundial: caída del precio y el volumen de estaño exportado.
El teniente coronel Estigarribia planificó rápidamente el envío de dos contingentes para recuperar el control de la zona. El primero,  de 84 hombres, al mando del teniente Ernesto Scarone, atacó por sorpresa el 29 de junio un retén adelantado al mando del teniente boliviano Arévalo al que había conocido circunstancialmente en Buenos Aires-Argentina y que falleció accidentalmente luego de haber sido capturado. Ante la presencia de fuerzas superiores enviadas por Moscoso al retén, Scarone se retiró del lugar estacionándose en Anta, a 25 km de la laguna. Las bajas bolivianas, además del teniente Arévalo fueron 3 soldados muertos, 3 desaparecidos y 1 herido. Las fuerzas paraguayas tuvieron 2 muertos y 1 herido. 
Esa misma noche y en días siguientes Moscoso recibió de Peñaranda nuevos refuerzos entre ellos 59 soldados del RI-5 ‘’Campero‘’ integrado por reclutas que ni siquiera sabían disparar sus fusiles, que estaban aquejados de paludismo y que recién habían llegado de Bolivia. El día 5 de julio, Moscoso, preocupado por su aislamiento en medio del monte, a 170 km de su base y pensando que los paraguayos volverían en cualquier momento, le pidió a Peñaranda que aclarara concretamente qué debía hacer: 

“Es absolutamente indispensable para mi conocer cuál es el grado que debemos dar a la ocupación de laguna Chuquisaca. Ruego a usted, señor coronel, quiera darme instrucciones concretas al respecto”. Moscoso a Peñaranda en (Arce Quiroga, 1951, p. 290)

La Cancillería boliviana aprovechó este primer sondeo realizado por el ejército paraguayo para transformar el ataque de Moscoso del 15 de junio en una suerte de incidente fronterizo emitiendo el siguiente comunicado lleno de falsedades: 

“La patrulla Moscoso, en busca de agua, llegó a una laguna donde vio una casucha en la región oriental. Suponiendo que era un puesto paraguayo se alejó ocupando la región occidental. Encontrándose la patrulla en faenas ordinarias, fue atacada por una fuerza paraguaya el 29 de junio, sufriendo cinco bajas. Bolivia tiene derecho a hacer exploraciones en las partes desiertas de su territorio (...)En este caso como en todos los demás son tropas bolivianas las que han sufrido una agresión injustificada". Comunicado Cancilleria boliviana en (Querejazu Calvo, 1981, p. 46)

 Dado que Bolivia se negaba a reconocer su estatus de agresor, el gobierno paraguayo amenazó con retirar sus representantes de la Comisión de Neutrales y de esa manera dar por terminada la mediación de ese organismo.

## El ejército paraguayo recupera la laguna (16 de julio de 1932)

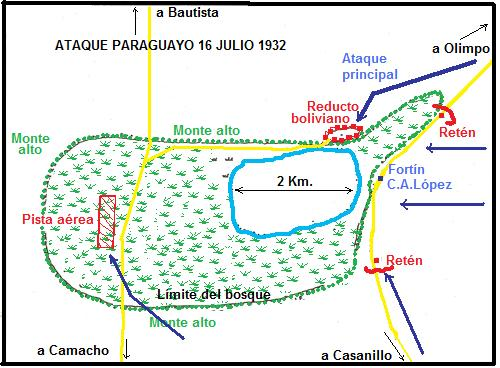
Ataque capitán Abdón Coronel Palacios.

Haciendo coincidir la fecha de ataque con la retirada de los diplomáticos paraguayos acreditados en Washington en protesta por la ocupación boliviana, Estigarribia envió el segundo contingente al mando del capitán Abdón Coronel Palacios compuesto por 16 oficiales, 402 soldados, ametralladoras y morteros. El día 15 de julio, mientras las patrullas y retenes bolivianos daban el parte de "sin novedad", comenzó el primer sondeo paraguayo. La acción del día consistió en movimientos de patrullas y ataques de morteros contra los 172 hombres que contaba Moscoso y que estaban atrincherados al noreste de la laguna donde había comenzado a construir el fortín Mariscal Santa Cruz. La presión continuó el día siguiente. A la tarde, después de un griterío (sapucay) que anunciaba que el ataque paraguayo iba a comenzar (pero que no se produjo), Moscoso comprobó que todas sus fuerzas habían huido hacia Camacho dejándolo solo con apenas 14 soldados. Desesperado se precipitó hacia el enemigo gritando: “¡YO SOY EL COMANDANTE DE LAS FUERZAS, HAGAN CESAR EL FUEGO!", pero los disparos a su alrededor lo volvió a la realidad y buscó refugio junto al cabo Maceda y algunos soldados que seguían combatiendo y finalmente no tuvo otra opción que retirarse hacia Camacho, alcanzando en el camino a los que habían huido. En el juicio iniciado a posteriori a pedido de Salamanca fue liberado de toda responsabilidad.

## Responsabilidad del ejército boliviano
Resultó incomprensible que durante casi un mes de ocupación y sabiendo con certeza que los paraguayos tomarían las medidas necesarias para recuperar la zona, el Estado Mayor boliviano, que le había dado tanta importancia estratégica a la laguna, hasta el punto de montar todo un andamiaje para engañar a Salamanca, haya mantenido a Moscoso prácticamente aislado pues carecía de radio por lo que se comunicaba con estafetas a caballo que tardaban tres días en ir de la laguna al fortín Camacho, sin instrucciones precisas, sin apoyo de mayores y más capacitados refuerzos y sin municiones suficientes para resistir en su posición. En los días previos al ataque, debido a la escasez de alimentos, los tuvo que racionar a la mitad. Desde el punto de vista militar, el coronel Peñaranda fue, en gran medida, el responsable directo del fracaso y la retirada del mayor Moscoso.

## Responsabilidad del presidente Salamanca
El historiador boliviano Querejazu Calvo resumirá este episodio que dio lugar a una guerra absurda de la siguiente manera: 

"El señor Salamanca sabía muy bien que tropas bolivianas habían ocupado territorio detentado hasta entonces por el Paraguay. Si se le mintió o no con la noticia de la fundación de un fortín boliviano, no hace al caso, ya que el señor Salamanca sabía también que esa fundación era del momento, desde luego desconocida por el Paraguay, y hecha con el objetivo de hacerla valer como fundación antigua en un posible alegato sobre los derechos de Bolivia en ese territorio. Lo que se discute es si el señor Salamanca sabía o no que la primera agresión fue de Bolivia contra el Paraguay o viceversa y dado que sabía la verdad al respecto, dejó que la ciudadanía fuese informada en sentido contrario". Carta de Querejazu Calvo a David Alvéstegui, 3 de marzo de 1966

En el discurso que pronunció desde los balcones del palacio Quemado, el 19 de julio de 1932, a raíz de la recuperación paraguaya de la laguna ocurrida 3 días antes, dijo: 

“Ciudadanos, hijos de Bolivia, en un momento de verdadera angustia nacional, AL PRESENTARSE UNA NUEVA AGRESIÓN A LA DIGNIDAD NACIONAL, se ha producido esta magnífica reacción que manifiesta la vida y el vigor del patriotismo boliviano. Si una nación no reaccionara ANTE LOS ULTRAJES QUE LE INFIEREN no merecería ser una nación”. Discurso de Salamanca al pueblo boliviano en (Querejazu Calvo, 1981, p. 29)

Miles de ciudadanos bolivianos que lo escuchaban, sin sospechar el engaño, morirían poco tiempo después en la desconocida y árida planicie chaqueña.